# Magee (Mississippi)
Magee é uma cidade localizada no estado americano de Mississippi, no Condado de Simpson.

## Demografia
Segundo o censo americano de 2000, a sua população era de 4200 habitantes.
Em 2006, foi estimada uma população de 4298, um aumento de 98 (2.3%).

## Geografia
De acordo com o United States Census Bureau tem uma área de
12,6 km², dos quais 12,6 km² cobertos por terra e 0,0 km² cobertos por água.

## Localidades na vizinhança
O diagrama seguinte representa as localidades num raio de 24 km ao redor de Magee.